# Ivar Heckscher
Ivar Heckscher, född 12 november 1943, är en svensk lärare och pionjär inom Waldorfrörelsen. Han är utbildningsledare vid Cirkus Cirkör och var tidigare prefekt vid Nycirkusutbildningen vid Danshögskolan. Han är yngsta barn till partiledaren och professorn Gunnar Heckscher samt bror till Eva Heckscher, Einar Heckscher och Sten Heckscher.
Heckscher är vänsterpartist. Han har varit kommunfullmäktigeledamot i Södertälje och Järna samt engagerad i Vägval Vänster.